# Лукьяновка (Хакасия)
Лукья́новка — деревня в Алтайском районе Хакасии, расположена в 23 км к юго-востоку от районного центра — с. Белый Яр. Расстояние до столицы Республики Хакасия г. Абакана — 43 км. Через деревню проходит автотрасса Р411 Абакан — Саяногорск.
Население — 429 чел. (01.01.2004), в том числе русские (79 %), хакасы (14 %), белорусы, немцы, мордва и др.
Образование исторически связано с постановлением III съезда рабочих и крестьянских депутатов Минусинского уезда от 15.12.1917 о национализации Алтайской экономии В. Алексеева и С. Четверякова. На этом месте находилась деревня Сользавод, которая в 1930 переименована в Лукьяновку. В деревне расположена ферма № 4 ОАО «Племзавод Россия». Имеются основная общеобразовательная школа, библиотека, сельский дом культуры, фельдшерско-акушерский пункт.
Достопримечательностью Луьяновки являются озёра Алтай-1, известное как Лукьяновское лечебное озеро, и Алтай-2 (озеро Горькое). Данные озёра обладают лечебными свойствами: вода хлоридно-сульфатно-натриевая. Содержание ортоборной кислоты превышает бальнеологические кондиции.
В 5 км от деревни расположено Алтайское проявление нефти и газа.

## Население
| 2002 | 2010 | 2013 |
| ---- | ---- | ---- |
| 422  | ↘397 | ↗407 |